# Коле Пођо Каролина (Анкона)
Коле Пођо Каролина је насеље у Италији у округу Анкона, региону Марке.
Према процени из 2011. у насељу је живело 211 становника. Насеље се налази на надморској висини од 106 м.